# Chiesa di Sant'Antonio (Venezia, Marghera)
La chiesa di Sant'Antonio, con annesso convento, è un edificio religioso situato nel centro di Marghera, nei pressi del municipio, nell'area metropolitana della città di Venezia, all'interno dell'omonimo comune veneto.

## Storia

### Le origini (inizio Novecento)
Ad inizio del Novecento la città di Marghera era ancora una piccola realtà periferica che faceva parte, dal punto di vista giuridico-territoriale, del comune di Venezia. Sotto il profilo religioso non ancora ben sviluppato, Marghera, invece, in quanto agglomerato urbano di recente costruzione, ricadeva ancora sotto la giurisdizione della Diocesi di Treviso, in particolare era dipendente dalla chiesa arcipretale di San Lorenzo a Mestre.
Marghera era sorta solamente di recente nel panorama urbanistico dell'area metropolitana di Venezia nella terraferma, ma è proprio dalla lenta, ma costante, crescita della popolazione residente che arrivarono presto la necessità e il problema di quella che era la cura delle anime dei cittadini del luogo. 
Le difficoltà iniziali erano legate proprio all'assenza di una radicata ed organizzata presenza ed opera del personale ecclesiastico sul territorio e, soprattutto, di un luogo fisico di riferimento per la comunità.
Fu proprio a seguito di questa situazione che l'allora vescovo di Treviso Andrea Giacinto Longhin nel 1925 inviò una lettera ai frati francescani dell'Isola di San Michele con la richiesta per i padri Salvatore Ferin e Carlo Marangoni di recarsi a Marghera per occuparsi dei fedeli e delle loro esigenze spirituali.
In assenza di un edificio apposito, per un primo periodo i frati si recarono periodicamente, a partire dal 1926, ogni fine settimana da Venezia fino a Marghera in terraferma per celebrare la messa. I Padri venivano ospitati e dovettero adattarsi alle condizioni a cui erano sottoposti: passavano la notte come ospiti presso varie famiglie locali; mentre, per quanto riguarda le loro funzioni religiose, le soluzioni variarono nel tempo e furono caratterizzate dalla provvisorietà, dapprima venne loro concessa un'aula della scuola ai Botteghini in Via Fratelli Bandiera; successivamente si spostarono in locali di fortuna in Via Bernardi, poi nella cosiddetta “Casa Rossa” (così chiamata per via del suo colore esterno e ad oggi edificio adibito a caserma dei Carabinieri) per poi ottenere il permesso di riunirsi la domenica nell'entrata della scuola Filippo Grimani.
Si trattava ovviamente di un compromesso che cercava di venire incontro, prima di tutto alle esigenze immediate della popolazione, ma era una situazione che presto rese evidente la necessità della costruzione di una chiesa a Marghera.

### 1927: inizia la costruzione della chiesa
Fu proprio dal 1927 che iniziò ufficialmente l'iter amministrativo e burocratico che avrebbe dovuto portare nel più breve tempo possibile alla costruzione della chiesa. Tuttavia il progetto si sarebbe presto scontrato con diverse difficoltà legate soprattutto al clima politico-sociale turbolento di quegli anni, e ciò avrebbe ritardato di diversi anni la conclusione dell'opera definitiva. Nel 1927 venne fondato un Comitato pro erigenda chiesa che subito iniziò a mettersi d'accordo con altre figure e autorità statali tra cui il Ministro provinciale, il podestà stesso di Venezia e il patriarca La Fontaine.
All'inizio il progetto prevedeva la costruzione di una chiesa con alla sua base una cripta-ossario ove al suo interno sarebbero state collocate le salme dei caduti (circa 3000-3500) della zona nella prima guerra mondiale. Tale idea iniziale incontra l'approvazione del Commissario per le onoranze ai caduti in guerra, il Generale Giovanni Faracovi e del presidente dell'Associazione nazionale mutilati di guerra, l'avvocato Alessandro Brass e dell'Associazione nazionale combattenti di Venezia e quella del fante.

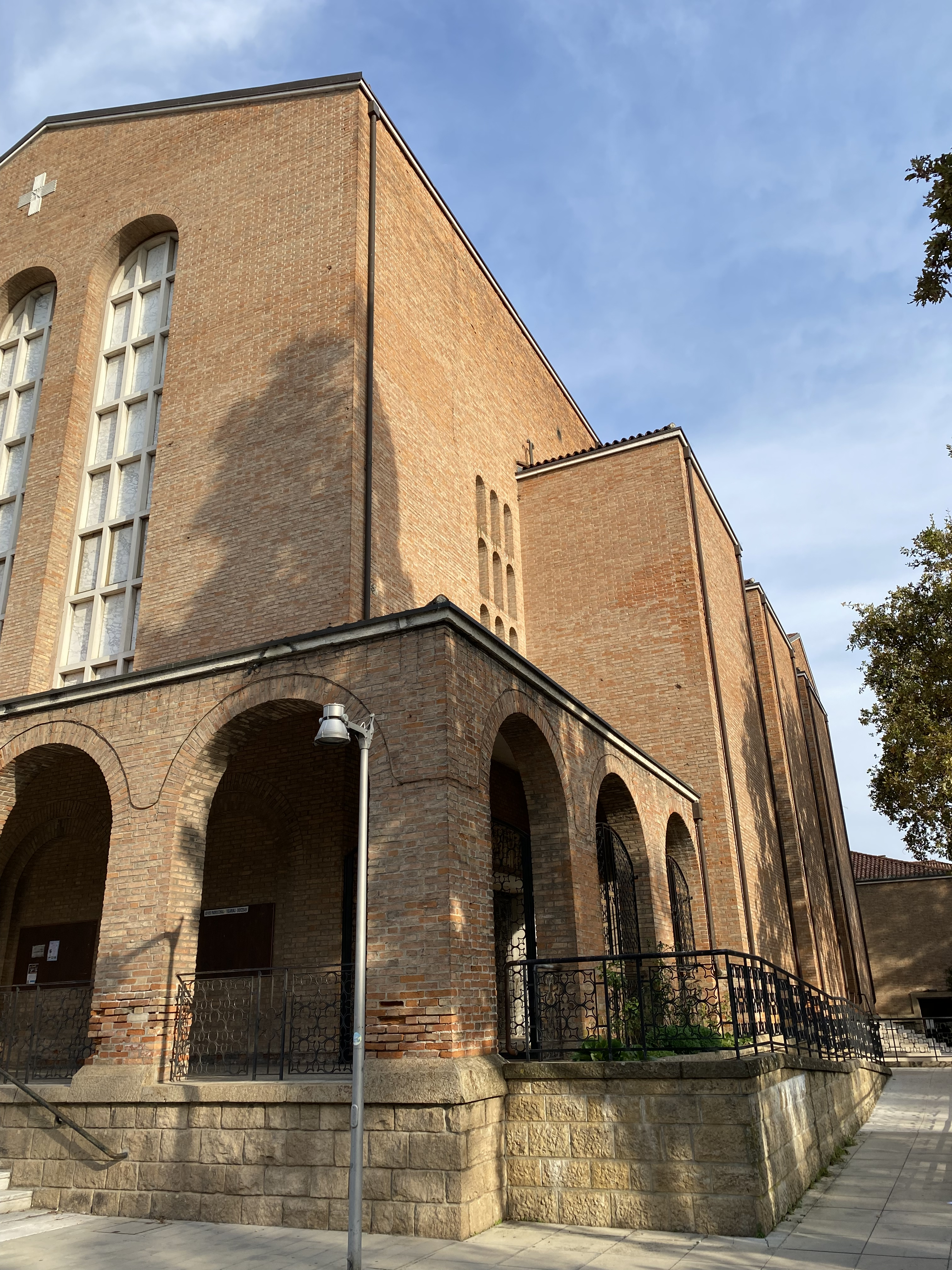
Foto laterale della chiesa

Altro tassello importante di questo programma fu il fatto che dal 1928 Mestre e Marghera passarono dal punto di vista ecclesiale sotto la giurisdizione del patriarca veneziano.
Il primo progetto per la chiesa e la cripta-ossario venne concordato con l'architetto professor Del Fabbro di Treviso. L'urgenza ora era lo stanziamento dei fondi necessari. Parte del denaro arrivò dal commissario del governo e dal Municipio di Venezia (che inoltre fornì e bonificò gratuitamente il terreno ove edificare in Viale XXVII ottobre). Parallelamente venne chiesto anche il contributo volontario degli Industriali e altri Enti di Marghera e venne inviata una lettera al ministro Giuseppe Volpi di Misurata ove lo si pregava di contribuire. I frati stessi fecero appello alla generosità della popolazione locale.
Nel 1930 ancora la costruzione della chiesa tardava a partire a causa dell'irreperibilità della somma completa richiesta dal progetto poiché il preventivo risultava molto costoso. Fu in questo contesto che lo stesso Commissario del governo, infastidito da questa situazione, mandò un ultimatum al comitato chiedendo la realizzazione sicura e definitiva nel più breve tempo possibile del progetto. In caso contrario si sarebbe dichiarato sciolto da ogni vincolo concordato e avrebbe ritirato la sua partecipazione e i fondi promessi.
Nemmeno il tentativo di proporre un progetto che prevedesse un costo inferiore fermò il Commissario, il ministro e lo stesso conte Volpi dall'abbandono dell'iniziativa, con grande rammarico di padre Salvatore Ferin, specie per la delusione di fronte alla possibilità che i caduti potessero finire sepolti altrove.
Nel 1934 il progetto della chiesa con ossario venne, infine, abbandonato dall'allora nuovo Commissario del Governo, il Generale Alberto Gordesco.
La risposta dei frati fu quella di affidarsi ad un nuovo architetto, Angelo Scattolin, per stendere un nuovo progetto, meno dispendioso, per una nuova chiesa con cripta. Un piano che venne infine approvato dalla Commissione Edilizia e dall'Ufficio Tecnico Municipale. La costruzione effettivamente cominciò nell'ottobre del 1936 a 10 anni dall'arrivo dei primi francescani.

### Il patronato, il convento e il cinema Aurora

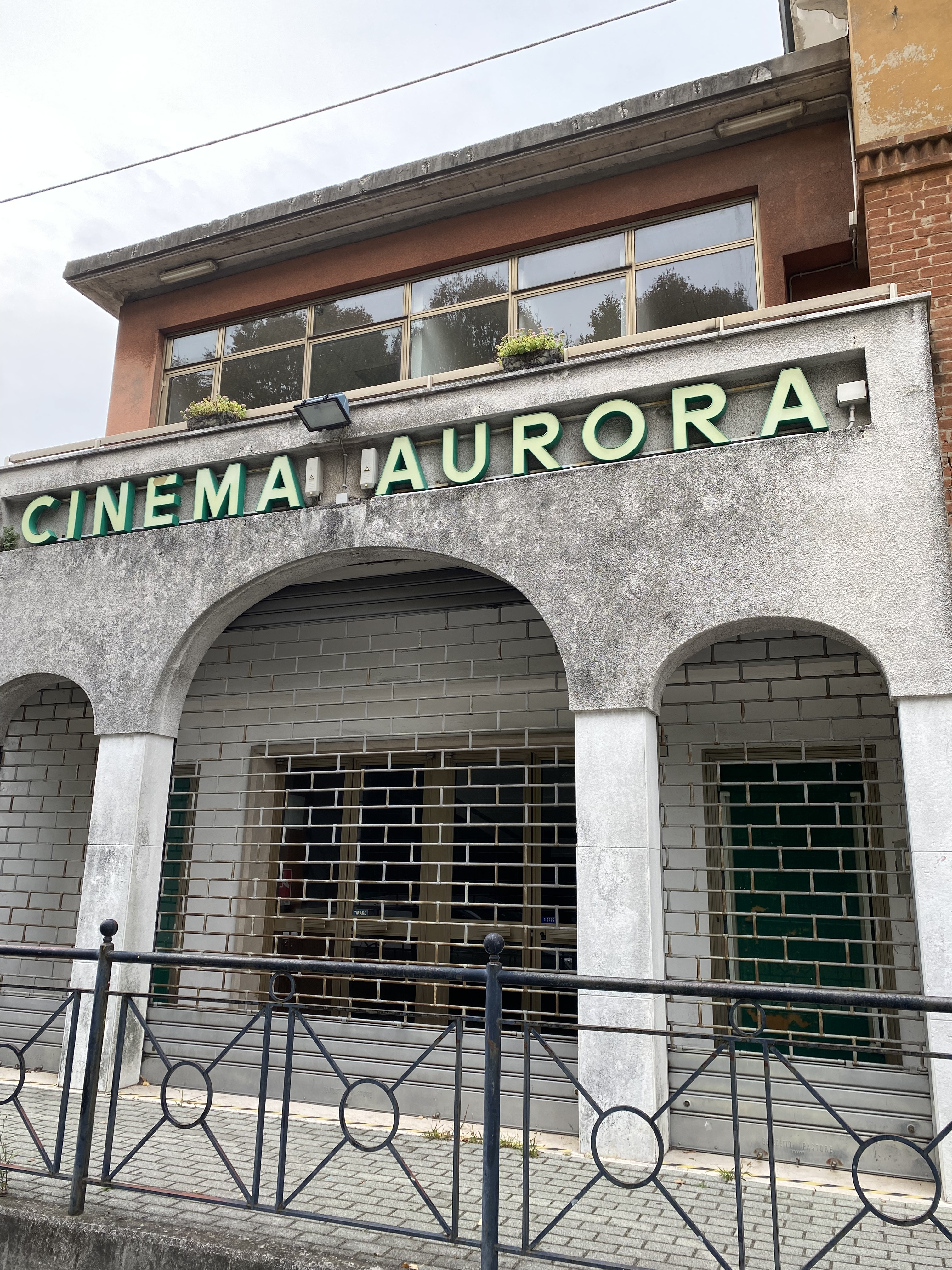
Ingresso del cinema Aurora

Parallelamente ai dibattiti e ai problemi relativi alla chiesa, ulteriori questioni che si presentarono ad inizio degli anni Trenta furono la realizzazione di uno spazio dedicato alla gioventù del quartiere, una dimora stabile per i frati e di un cinema come luogo di ritrovo e di socializzazione. Nello stesso anno, nel 1930, vennero inaugurati il patronato, finanziato dal signor Pietro Olivotti di Venezia, il convento e, infine, il cinema Aurora (il primo della zona). Questi luoghi diventarono il punto di incontro e di riferimento per la vita sociale di Marghera. In particolare il cinema Aurora divenne un importante centro di ritrovo a seguito di iniziative per la proiezione di pellicole e per l'organizzazione di spettacoli allestiti dalle scuole elementari.

### 1939: Inaugurazione della cripta
Il 13 agosto del 1939 venne terminata ed inaugurata ufficialmente la cripta della chiesa con una cerimonia solenne a cui presenziò lo stesso patriarca di Venezia, Padre Tito Castagna, il Podestà e il Consigliere Nazionale Commissario Brass.

### Marghera durante la seconda guerra mondiale
La costruzione della chiesa continuava nonostante lo scoppio della guerra. Nel 1942 arriva nella parrocchia Egidio Gelain, francescano, il quale, col supporto della parrocchia stessa, del patriarca e grazie al proprio background formativo in ambito scientifico, avrebbe fondato una scuola professionale di elettronica per permettere ai giovani del quartiere di ricevere una formazione professionale adeguata, di imparare il valore del lavoro onesto e di avvicinarsi alla chiesa.
Il 28 marzo del 1944 si assistette al primo bombardamento della città di Marghera. Oltre a diverse abitazioni e alla zona industriale, la stessa chiesa di San Antonio venne colpita: benché la struttura in costruzione resse, una bomba perforò la pavimentazione ed esplose all'interno della cripta. Sacrestie, coro, abside nord e i vetri delle finestre vennero distrutti. 
Tra le vittime della tragedia vi fu lo stesso Padre Marcello Trevisan, il Superiore locale dei Francescani a Marghera.

### Dal secondo dopoguerra ai giorni nostri

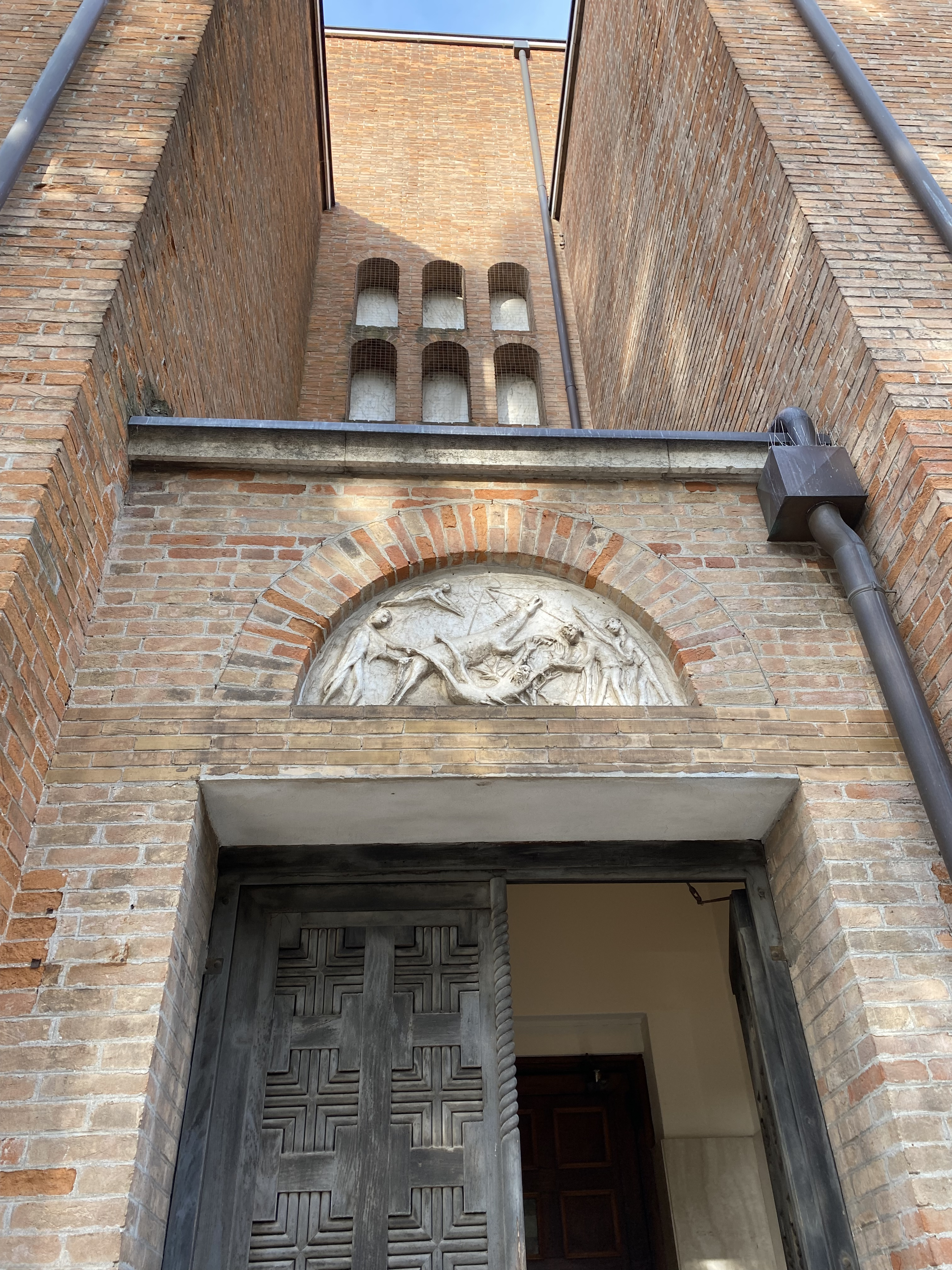
Decorazione laterale

Dopo la fine della seconda guerra mondiale iniziarono i lavori di ricostruzione di Marghera e in particolare della chiesa di San Antonio.
Il 25 aprile 1946 a sostegno del ripristino e dalla consapevolezza dell'importanza del complesso per la zona, il Patriarca di Venezia tramite un decreto ufficiale sancisce la nascita della nuova parrocchia di Sant'Antonio a Marghera e sceglie come delegato patriarcale P. Tito Castagna. I lavori di restauro dei danni provocati dai bombardamenti e la conclusione effettiva del progetto della chiesa si protrassero dal 1946 al 1955. Infine fu proprio nel 1955 che il patriarca Roncalli consacrò definitivamente il tempio, giacché esso era stato solamente benedetto in precedenza.
Il ruolo della chiesa dagli anni Sessanta rimase fondamentale per la comunità di Marghera, specie fino agli anni Settanta, un periodo in cui la città subiva gli effetti contraddittori del boom economico che coinvolge in particolare la sua zona industriale.
Dagli anni Ottanta la Parrocchia si dedica allo sviluppo di altre attività e non più solo di quelle spirituali: se i cineforum erano consolidati ormai fin dalla nascita del cinema Aurora, ora il nuovo settore di interesse è l'ambito sportivo tra cui la creazione di squadre semi-dilettantistiche di basket, calcio, tennis da tavolo, pattinaggio e pallavolo. L'obiettivo del patronato, sede principale di queste nuove iniziative rinnovate, è quella di diventare un luogo in cui il giovane ragazzo potesse essere stimolato e incoraggiato a seguire le proprie inclinazioni e aspirazioni.
Benché negli anni la Parrocchia di S. Antonio abbia subito dei tagli nella sua giurisdizione ecclesiastico-territoriale per via della costruzione di nuove chiese e la conseguente nascita di nuove parrocchie che rispondevano alla necessità della città e della comunità in crescita, ancora oggi essa rimane la realtà principale di riferimento spirituale e di assistenzialismo di Marghera.

## Descrizione
Il complesso religioso come si presenta oggi comprende: un'ampia facciata in muratura in stile romanico ove è presente un atrio con annessa scalinata di accesso. Sono presenti 5 porte principali e 12 secondarie. Per quanto riguarda le aperture verso l'esterno sono presenti 72 finestroni, 2 rosoni, 13 finestre.
All'interno della chiesa la pavimentazione, realizzata a "terrazzo", del presbiterio (con gradinate e balaustre), il battistero, coro, sottologge sono in marmo. È presente un parziale rivestimento sempre in marmo delle colonne che dividono le navate.
L'arredamento comprende 30 banchi e 4 confessionali in castagno decorati dall'artigiano Mirco Fossali. Si aggiungono 200 sedie e 50 panchine.
All'interno si trovano le statue di Sant'Antonio e di Santa Rita (costruite in legno di Val Gardena) arrivata da Ortisei. C'è il maestoso altare maggiore al centro, con sopra la statua di Gesù crocifisso, e quello dedicato alla Madonna (consacrati dal patriarca di Venezia). L'altare dedicato invece a San Francesco, venne inaugurato solo nel 1957, mentre nel 1958 vennero completati gli altari rispettivamente del Sacro Cuore di Gesù e di S. Giuseppe, collocati tutti nella navata di sinistra. A destra dell'Altar Maggiore invece si trovano altri tre altari: il 1° appartiene a Sant'Antonio, il 2° a Santa Rita, il 3° a San Giuseppe.
Il professor Tullio Andreani negli anni '60 realizzò per la decorazione della chiesa 60 formelle in terracotta che rappresentano scene tratte dal Vecchio e del Nuovo Testamento; inoltre si occupò della pala per l'altare di San Francesco e dei due pannelli sovrastanti l'entrata della cripta che raffiguravano alcuni miracoli della vita di Sant'Antonio.
Padre Cornelio Hrelja fu il frate che si occupò del sistema di riscaldamento e dell'implementazione del sistema degli altoparlanti.